# Hôtel de ville de Nancy
L’hôtel de ville de Nancy (également nommé palais de Stanislas)[réf. nécessaire] est un bâtiment construit au XVIIIe siècle sur la place Stanislas pour servir d'hôtel de ville de Nancy.

## Localisation
L'hôtel de ville de Nancy s'inscrit dans un quadrilatère formé par la place Stanislas, la rue Pierre-Fourier, la rue des Dominicains et la rue Préfet-Claude-Érignac.

## Historique

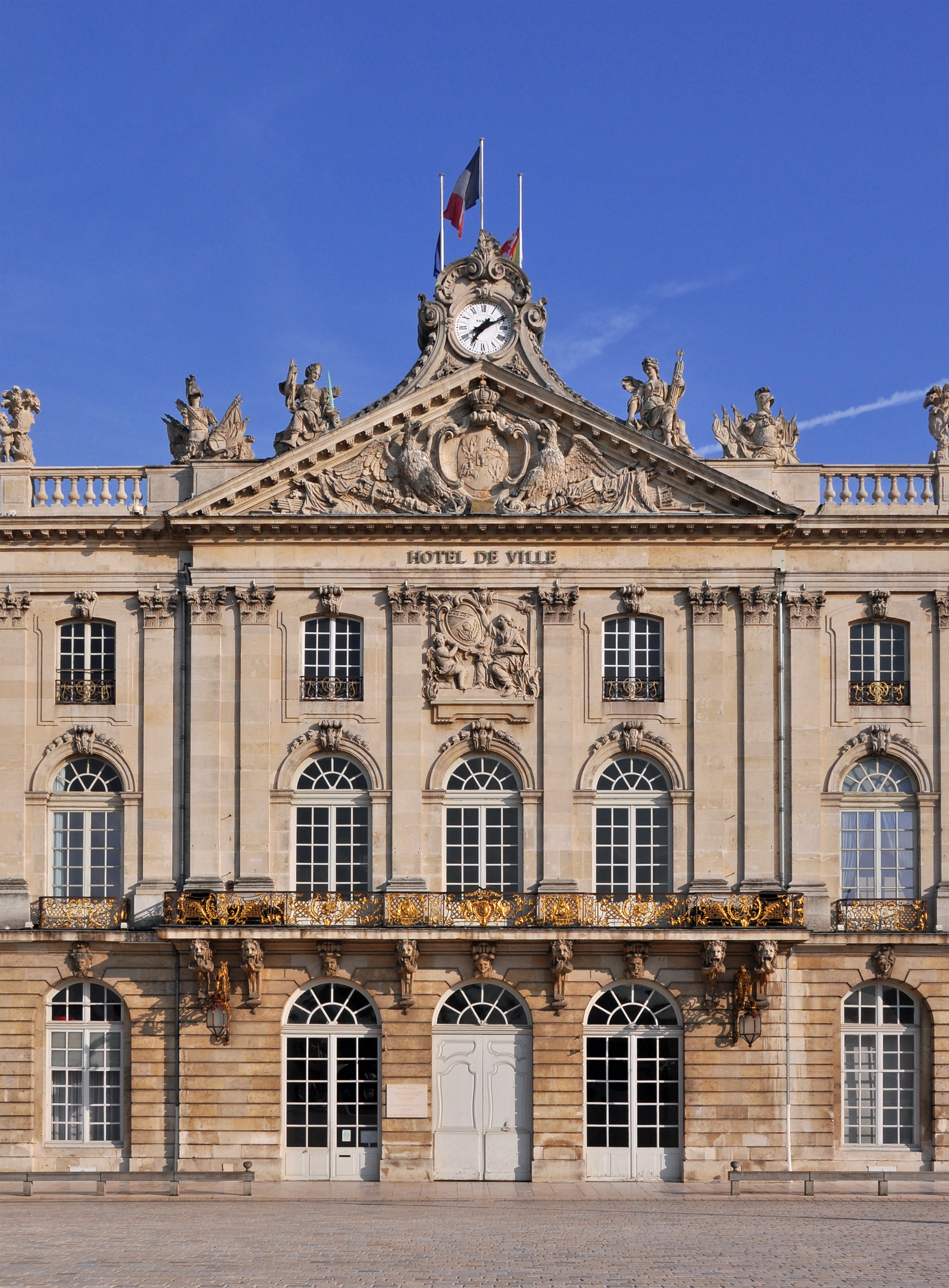
Façade de l'hôtel de ville.

L'hôtel de ville est le plus grand des bâtiments de la place Stanislas. D'une longueur de 98 mètres, il occupe tout le côté sud de la place. Également nommé palais de Stanislas, il sert de mairie depuis sa construction.
Il a été construit de 1752 à 1755, à la place des hôtels de Gerbéviller et de Juvrécourt qui durent être détruits. Puis l'hôtel de Rouerke, un hôtel particulier voisin, a été démoli en 1890 pour lui permettre de s'agrandir.

## Extérieur
Trois avant-corps, au centre et à chacune des extrémités, brisent la monotonie. Le fronton est orné des armes de Stanislas et du blason de la ville de Nancy. L'horloge centrale est encadrée de deux statues allégories de la justice et de la prudence. Plus bas, un bas-relief montre une jeune fille tenant un chardon, symbole de la ville depuis la victoire sur Charles le Téméraire. Les garde-corps du balcon reproduisent les armoiries de la famille Leszczynski, ils sont l'œuvre de Jean Lamour. Les détails des balcons au moment de leur création sont notamment connus grâce aux gravures réalisées par Dominique Collin.

Eau-forte représentant les grilles d'un balcon par Dominique Collin, 1767.

## Intérieur
L'intérieur a été réaménagé au fil des ans et seuls subsistent le vestibule, l'escalier et le salon carré du bâtiment d'origine.

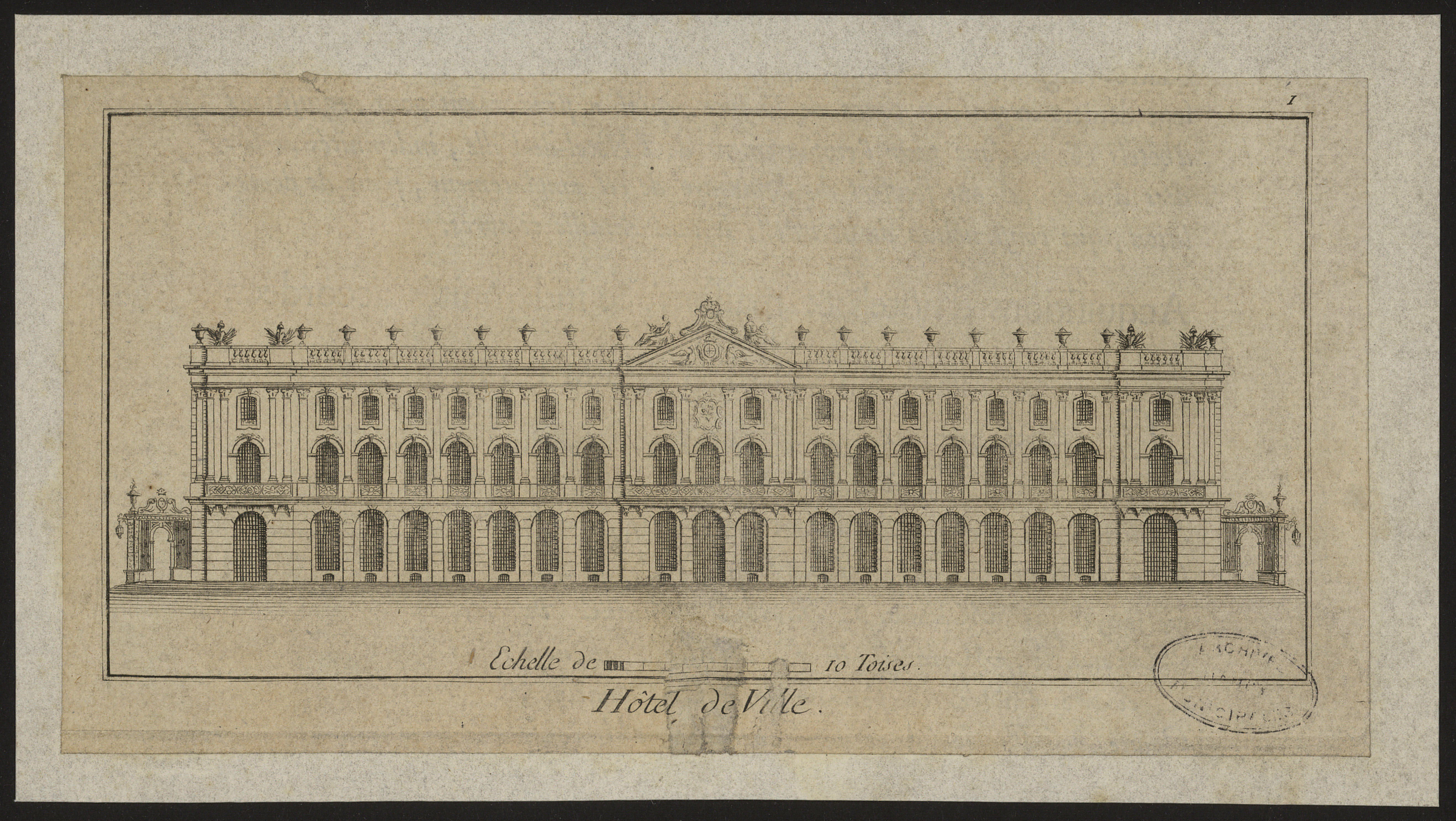
Projet de façade tracé par Emmanuel Héré. Archives municipales de Nancy, 3 Fi 48.

L'entrée se fait par un vestibule à deux rangs de colonnes. Il abrite un escalier à deux courbures fait par Lamour, la cage et le plafond ont été peints par Jean Girardet. Le décor est inspiré des peintres italiens et allemands, il représente un bosquet et une architecture en trompe-l'œil qui semble la continuité naturelle de l'escalier. Le mur du fond a été percé au XIXe siècle lors de l'installation d'un musée dans le bâtiment, depuis la fresque a été restituée dans son état initial. Au rez-de-chaussée se trouvaient également des bureaux et la salle des Redoutes où l'on donnait des bals.
Au premier étage, l'escalier débouche sur le salon carré, qui hébergeait autrefois l'Académie de Stanislas. Il est habillé de panneaux encadrés de pilastres de stuc dans un style corinthien. Les panneaux sont surmontés par des fenêtres s'ouvrant sur un balcon et des fresques. Quatre peintures murales de Girardet évoquent les œuvres de Stanislas : Apollon pour la création de société des sciences et belles-lettres, Jupiter pour la justice, Esculape pour le collège de Médecine et Mercure pour le soutien au commerçants. Au plafond, Stanislas a été représenté conduisant le char d'Apollon. 

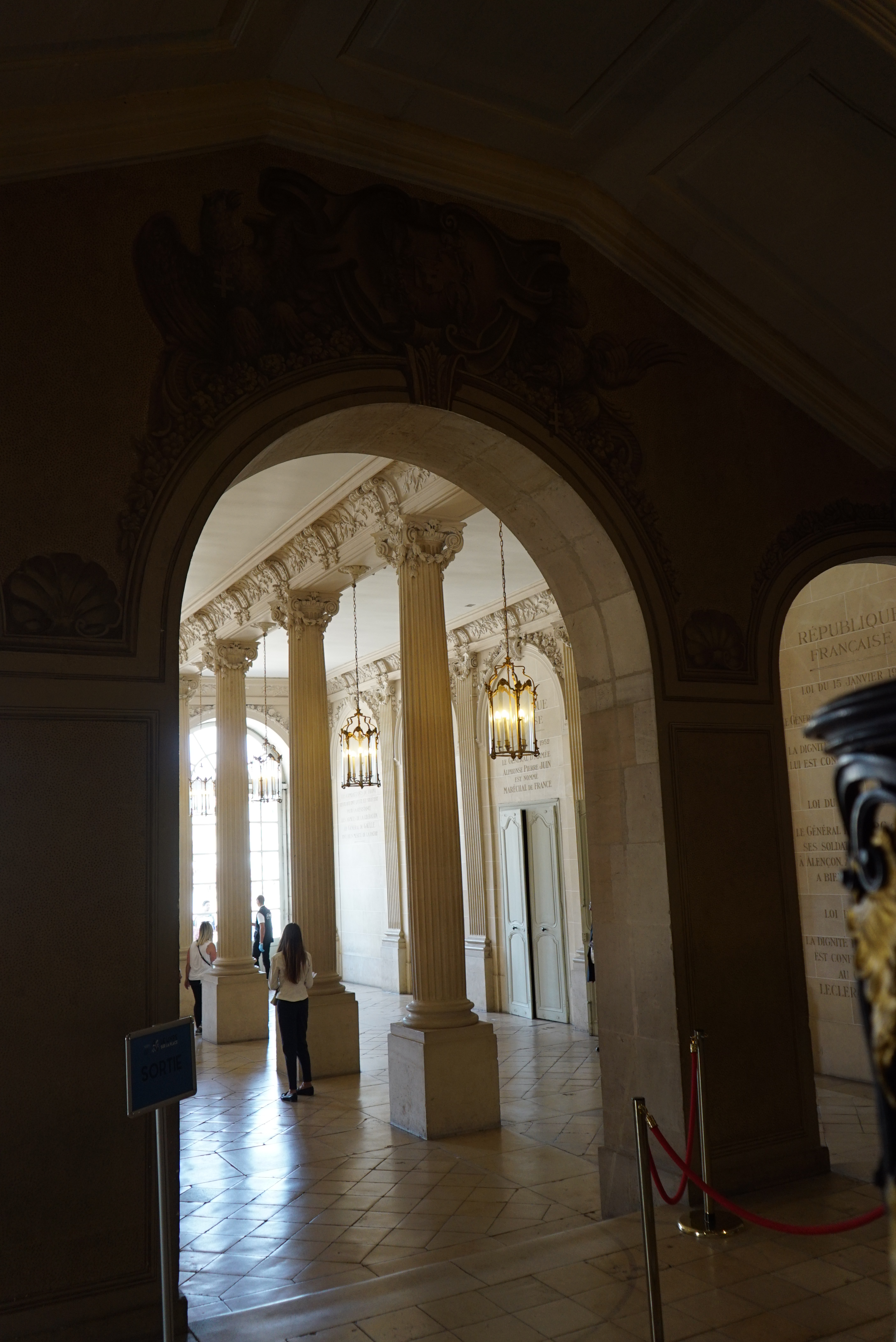
Colonnes du hall.
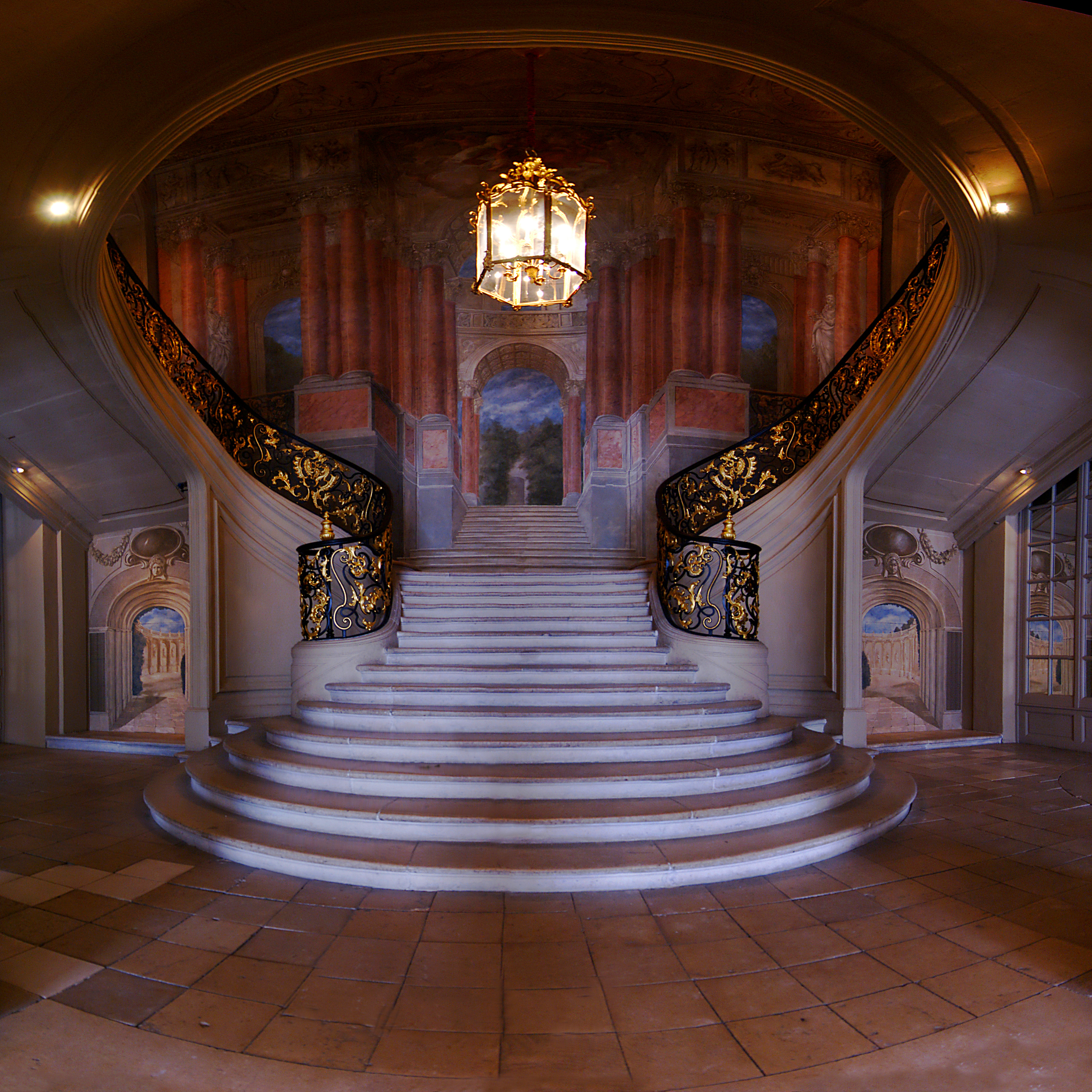
Le grand escalier.
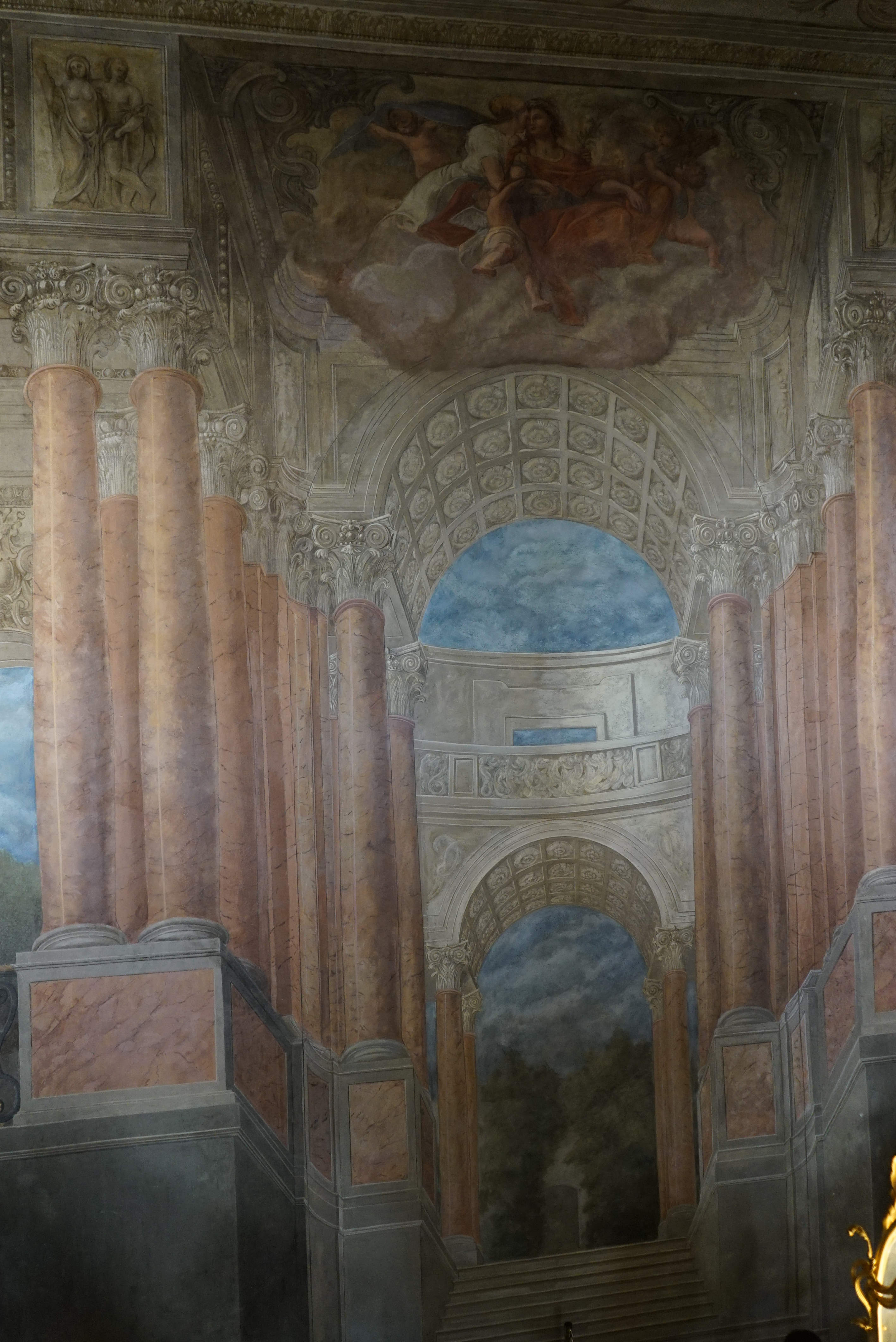
Décor du grand escalier.
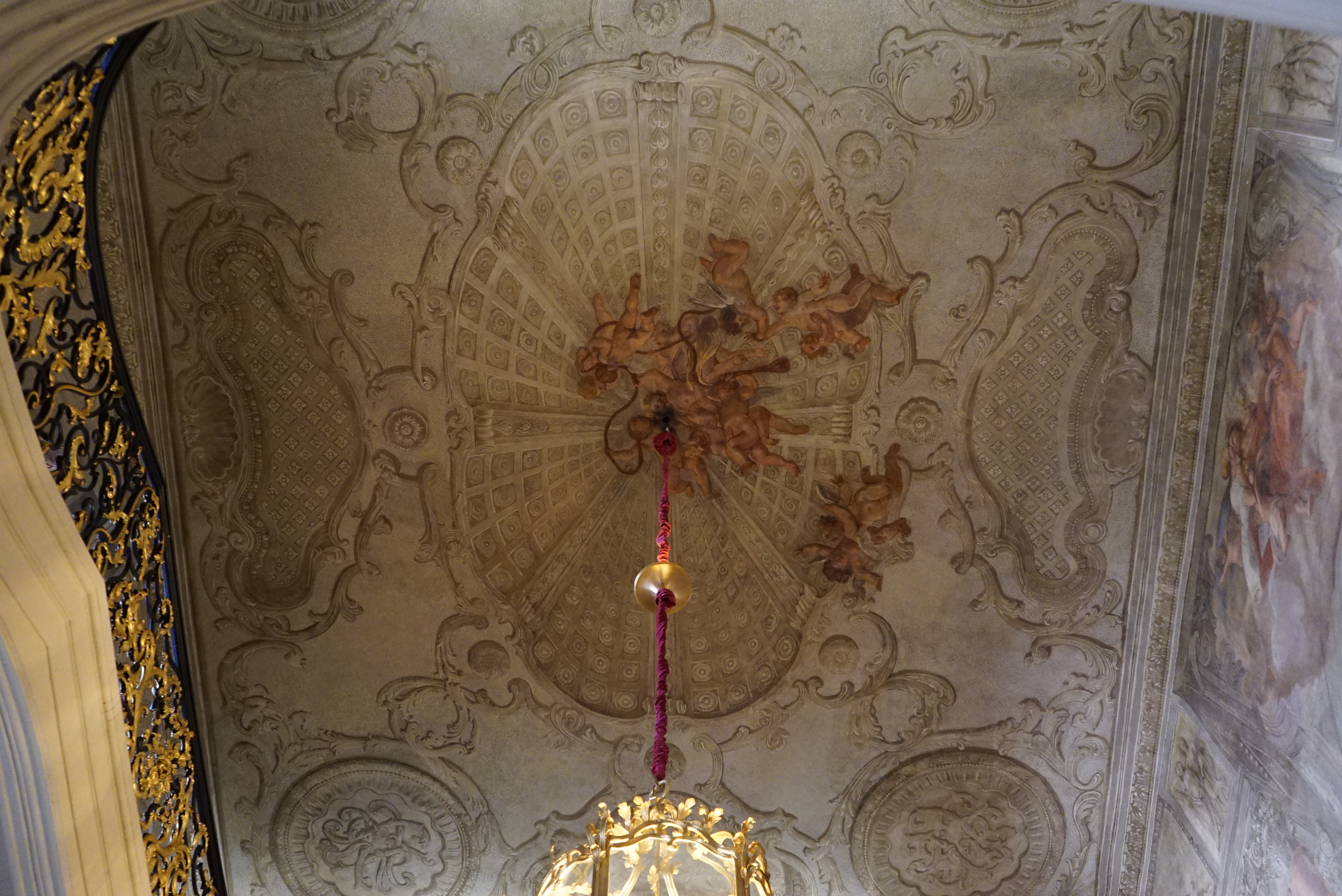
Plafond du grand escalier.
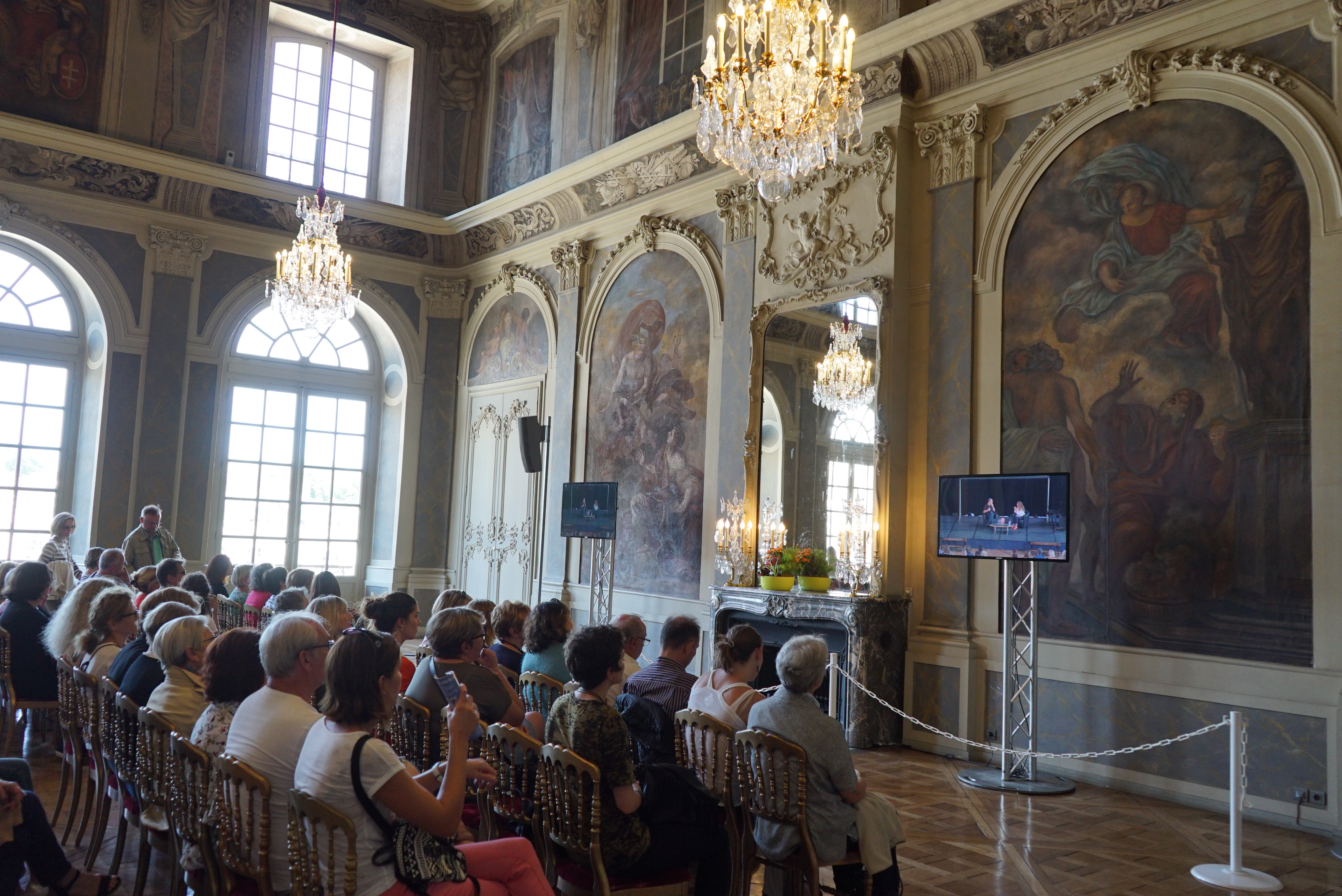
Le salon carré.
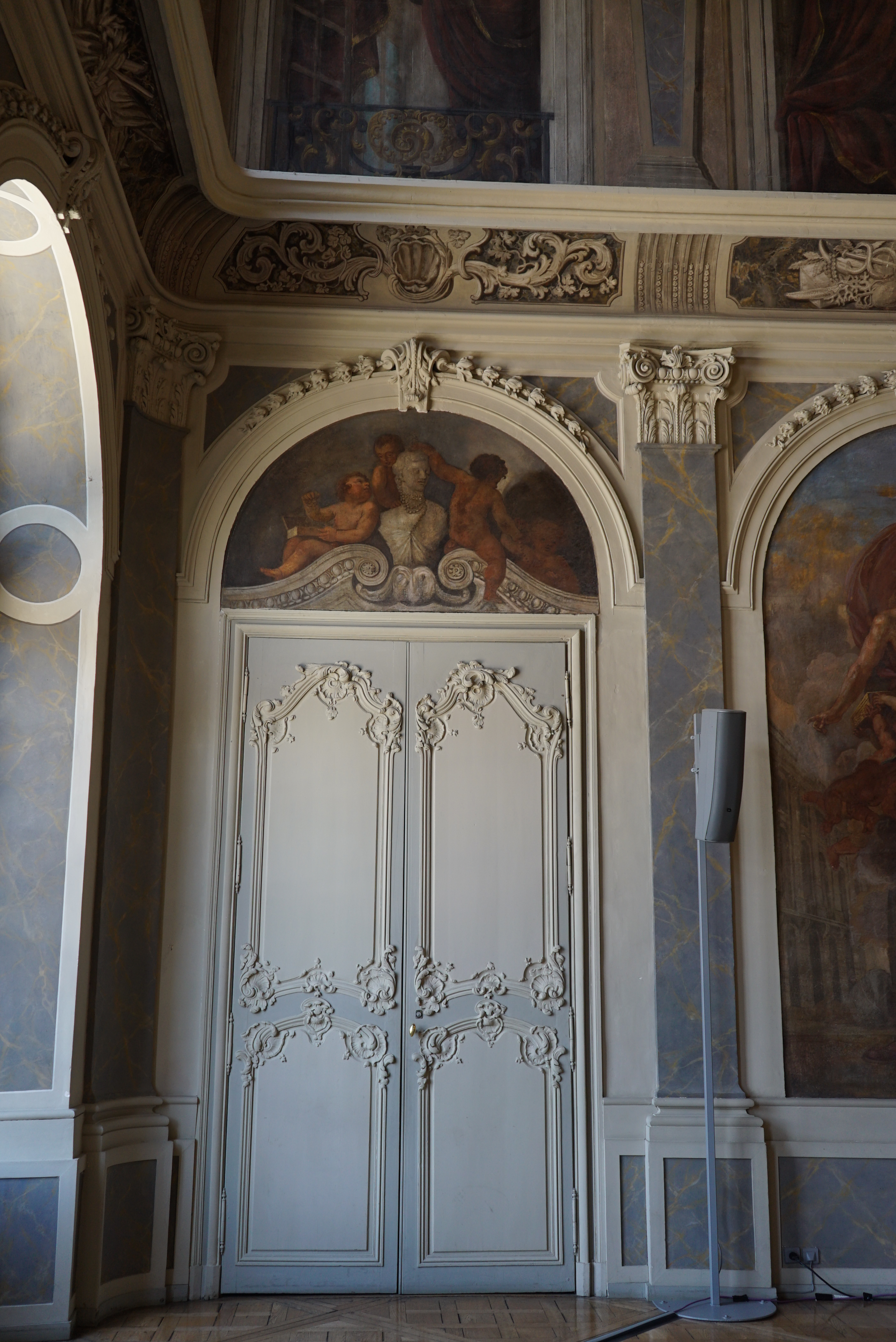
Porte du salon carré.
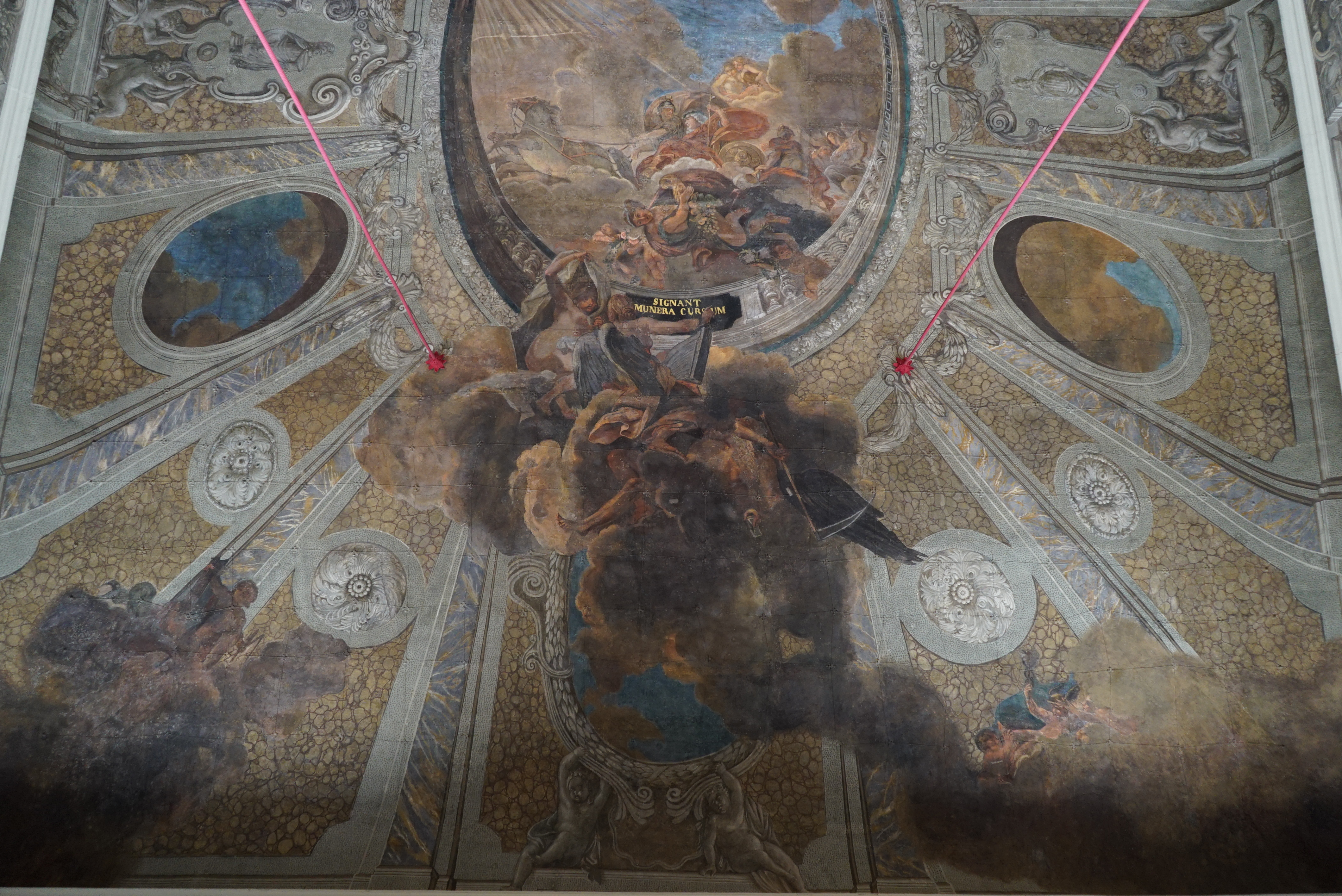
Détail du plafond du salon carré.

Le salon carré servait autrefois d'antichambre aux appartements royaux. Ils ont été transformés en Grand salon en 1866 pour le centième anniversaire du rattachement de la Lorraine à la France. Celui-ci est décoré de peintures de Émile Friant, Aimé Morot et Victor Prouvé.
Le bâtiment a été classé aux monuments historiques par arrêté du 12 juillet 1886.

Médaillons du Grand salon
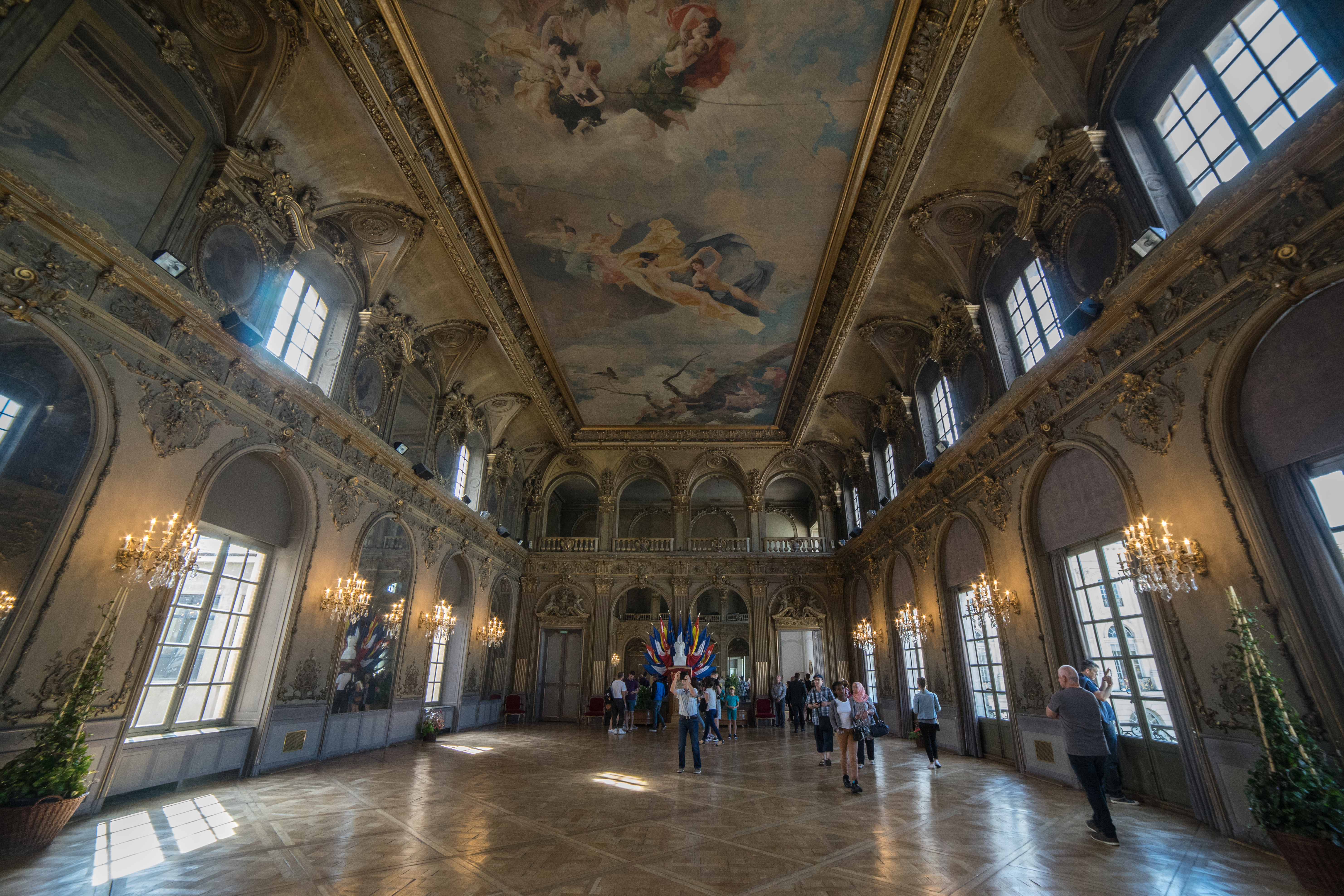
Le grand salon
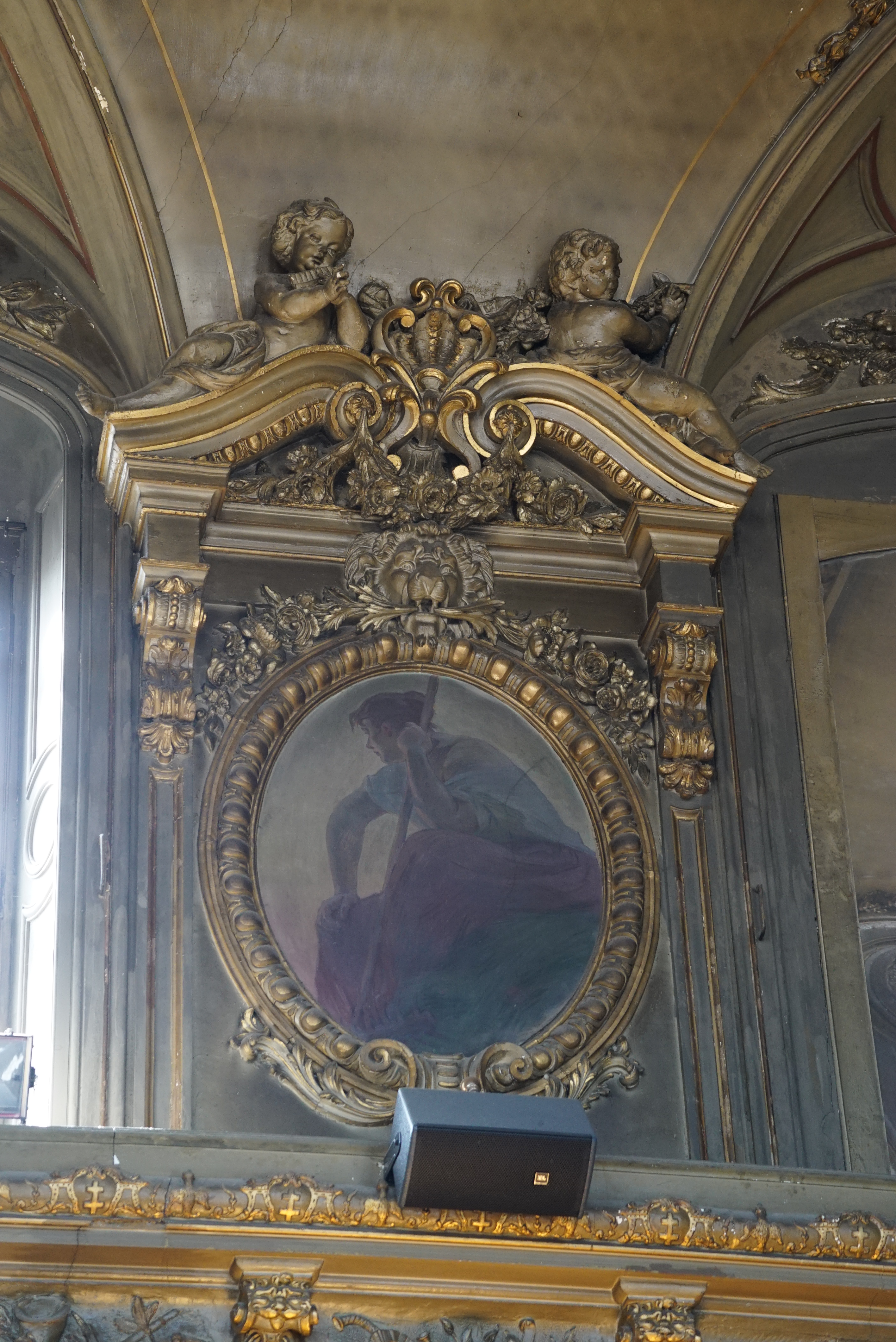
Un médaillon.
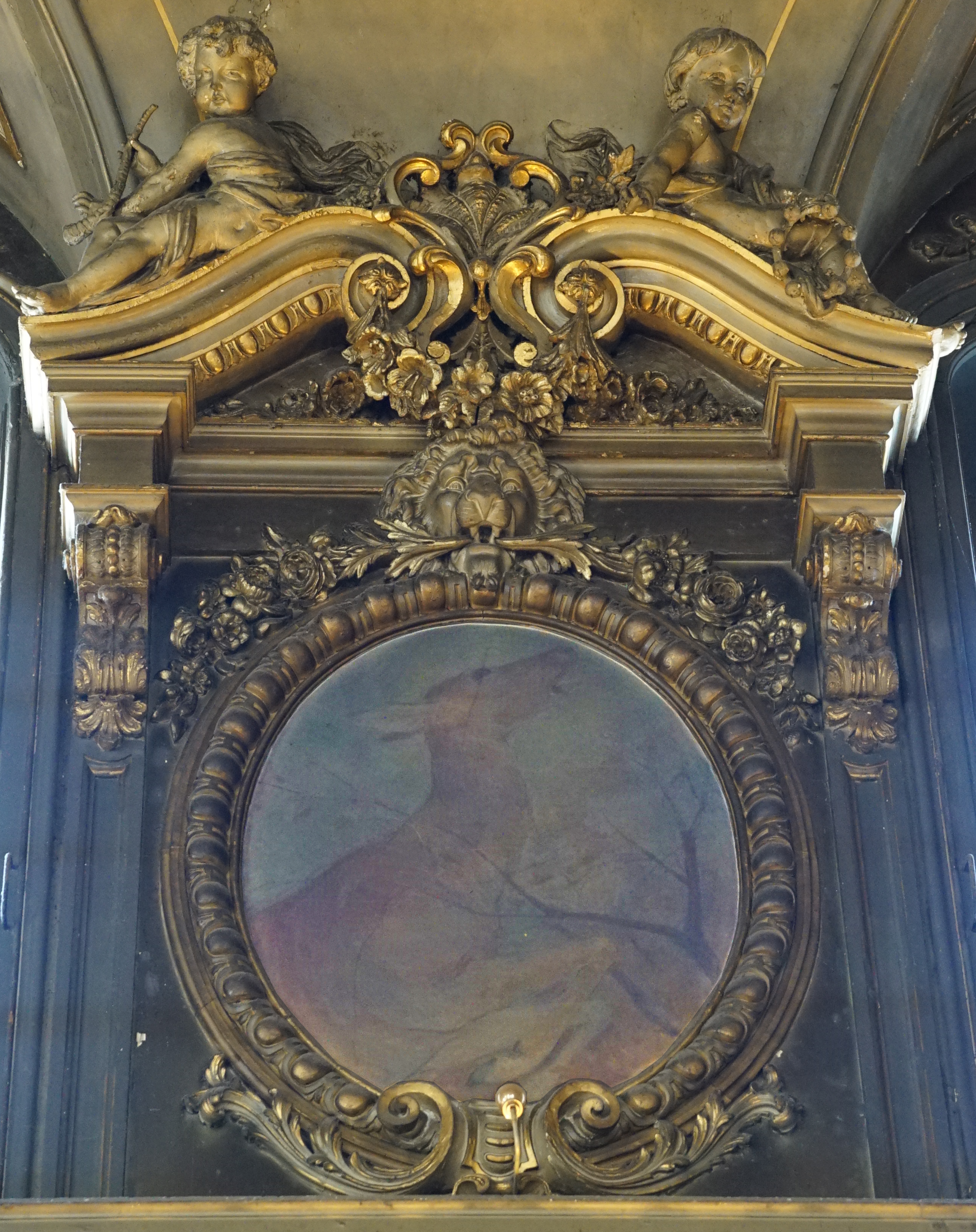
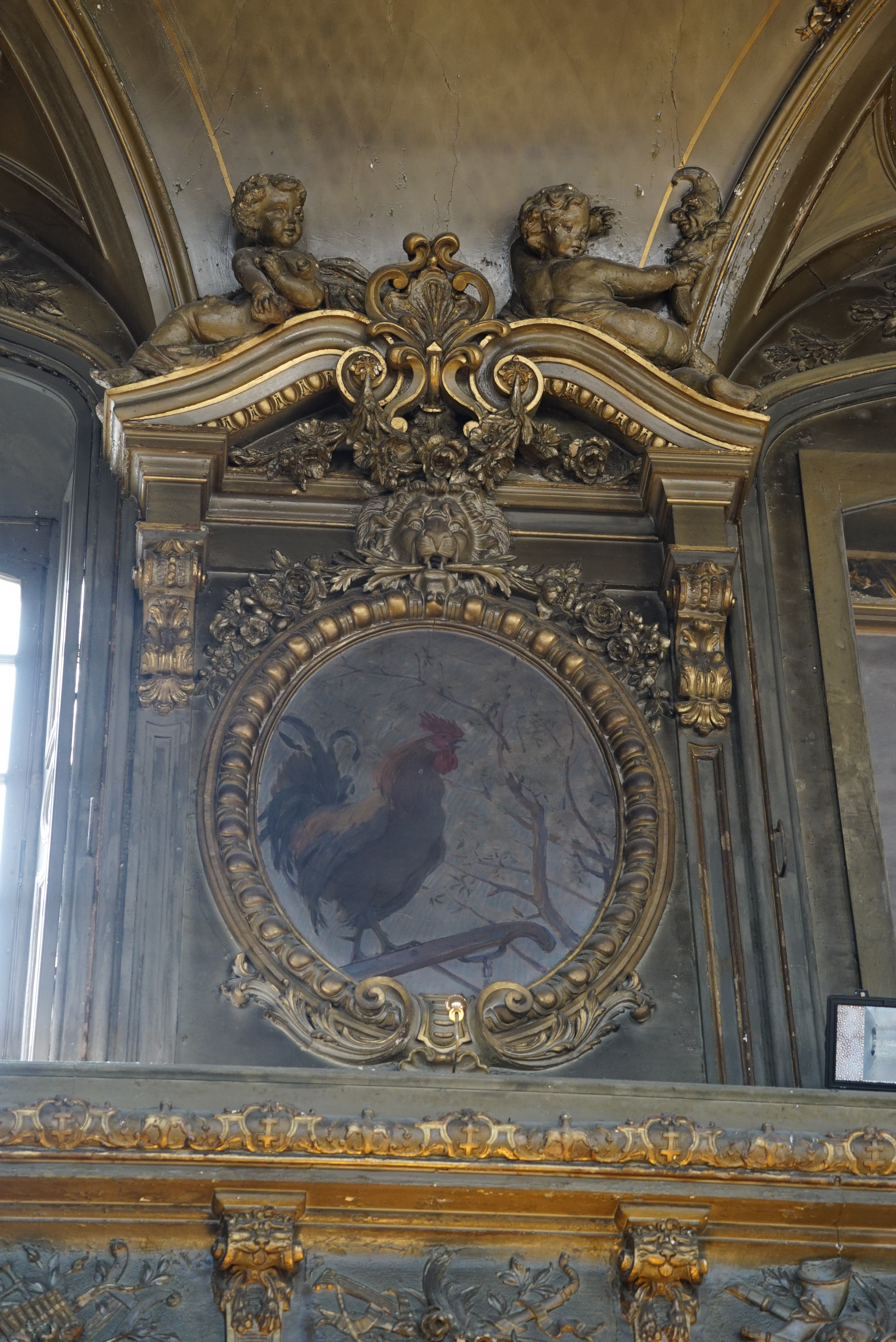
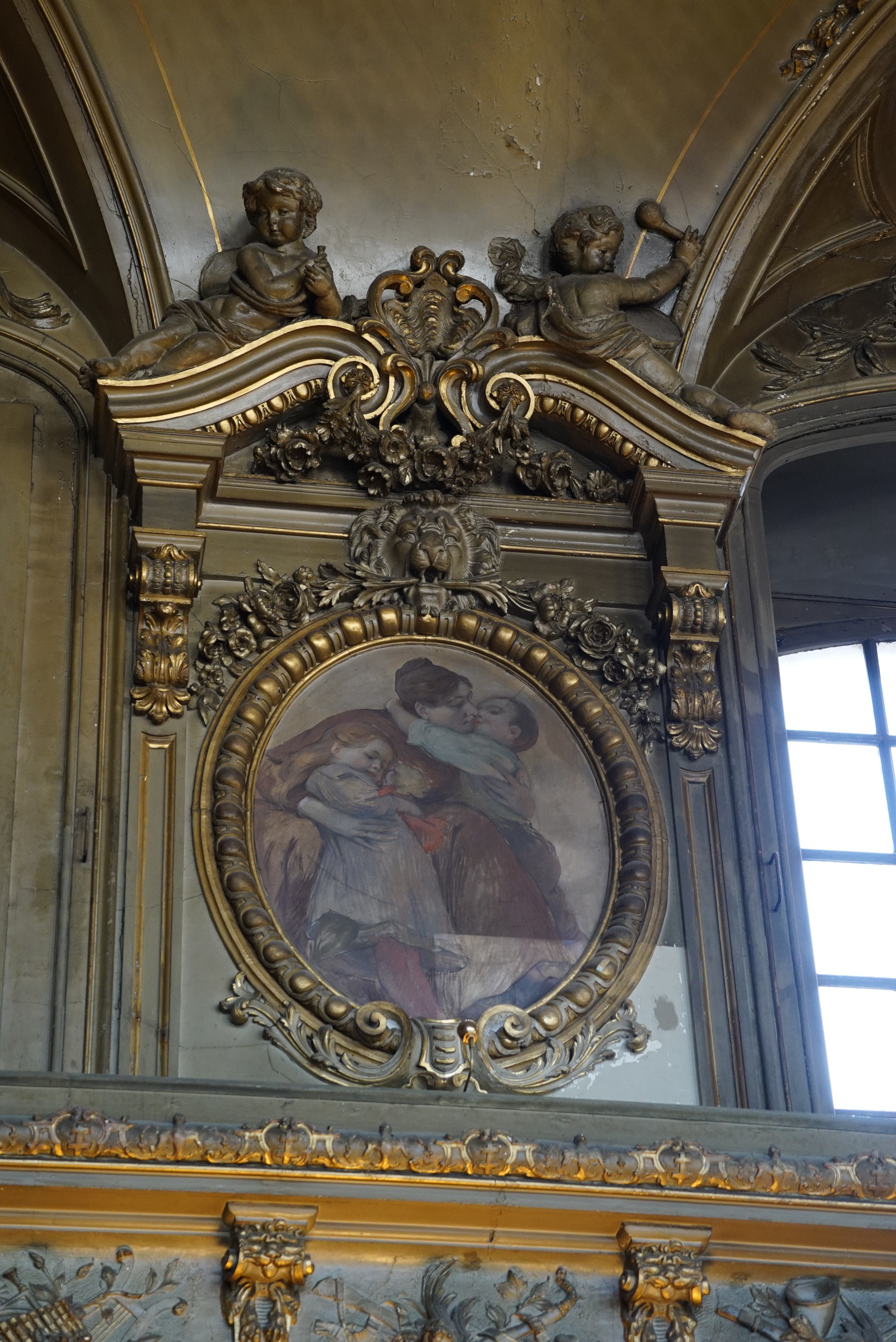